# Ingmāra Balode

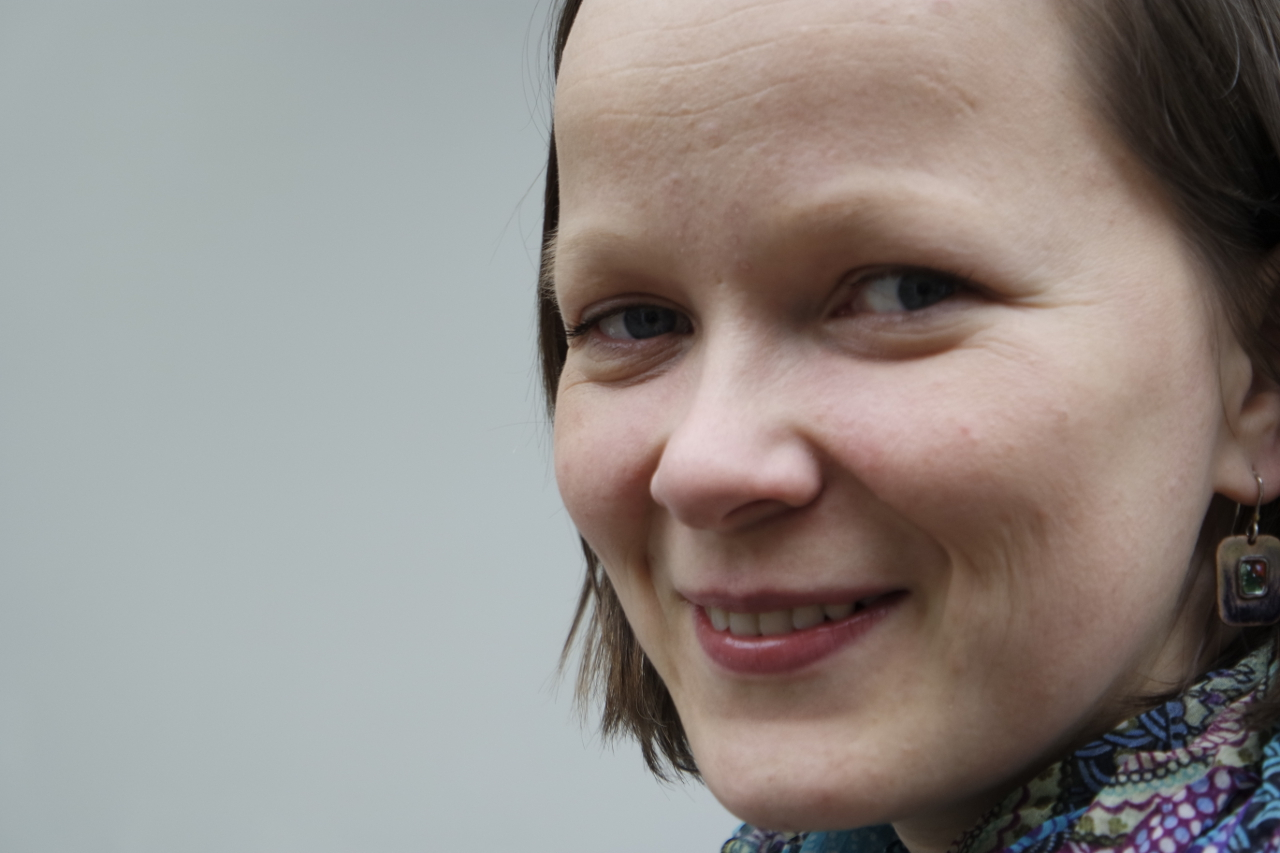
Ingmāra Balode

Ingmāra Balode (Auce, 29 gennaio 1981) è una poetessa e traduttrice lettone.

## Biografia
Ha studiato alla Scuola di Arte e Design di Riga e all'Accademia della Cultura lettone. Ha poi lavorato come redattrice per il portale di cultura Satori 1/4, e dal 2012 è traduttrice per la casa editrice Mansards.
Ha pubblicato la sua prima raccolta di poesie, 21 no 21. gadsimta (21 per il XXI secolo) a 18 anni, nel 1999; sono seguite poi le sillogi Ledenes, ar kurām var sagriezt mēli (Caramelle che possono tagliarti la lingua, 2007) e alba (2012), per le quali ha ricevuto il Premio annuale per la letteratura lettone (LALIGABA), e tradotte in numerose lingue europee.
Balode affianca all'opera poetica un'intensa attività di traduttrice dall'inglese e soprattutto dal polacco, per la quale ha ottenuto il premio per la miglior traduzione poetica dalla rivista letteraria Latvju Teksti (Scritture lettoni) nel 2010 e il Premio Jānis Baltvilks nel 2012, ed è stata insignita della Croce d'argento al Merito dal governo polacco nel 2018.
Balode è anche autrice della trasmissione radiofonica settimanale Bronhīts su Radio NABA, dedicata alla poesia.

## Opere tradotte in lingua italiana
- Trokšņot drīkst tikai jūra – solo il mare può far rumore, testo a fronte lettone-italiano, Damocle Edizioni, Venezia, 2016 - ISBN 9788896590898 (poesie scelte dalla raccolta Ledenes, ar kurām var sagriezt mēli, 2007; trad. Paolo Pantaleo)